# Leonardo Machado
Leonardo Machado (Bagé, 6 de julho de 1976 – Porto Alegre, 28 de setembro de 2018) foi um ator e modelo brasileiro.

## Biografia
Leonardo era natural de Porto Alegre, na adolescência mudou-se para uma estância no Mato Grosso, onde trabalhou no campo. Aos dezoito anos de idade voltou a Porto Alegre, onde chegou a atuar como goleiro nas categorias de base do Internacional, apesar de ser gremista. No entanto, logo matriculou-se em um curso de teatro a convite de uma amiga, e acabou se apaixonando pela profissão. Teve como mestre Zé Adão Barbosa. Depois morou por alguns anos no Rio de Janeiro e em São Paulo, onde se especializou na profissão.
Seus momentos de maior destaque foram no filme Em Teu Nome (pelo qual recebeu o prêmio de Melhor Ator no Festival de Gramado em 2009), e no seriado Na Forma da Lei, da TV Globo onde foi protagonista.
O ator morreu no dia 28 de setembro de 2018 na cidade de Porto Alegre, vítima de um câncer de fígado.
Seu último trabalho foi o longa-metragem Legalidade, produção da Prana Filmes com direção de Zeca Brito, em que interpreta Leonel Brizola, numa reconstituição da Campanha da Legalidade, de 1961. O filme foi rodado em 2017, mas só foi estrear nos cinemas nacionais em 2019.

## Carreira

### Televisão[5]
| Ano       | Título                      | Personagem | Notas |
| --------- | --------------------------- | ---------- | ----- |
| 2019      | Sonho Americano             |            |       |
| 2018      | Se Eu Fechar os Olhos Agora | Rodolpho   |       |
| 2013      | Salve Jorge                 | Silvino    |       |
| 2012      | O Brado Retumbante          | Guilherme  |       |
| 2010      | Na Forma da Lei             | Célio      |       |
| 2009/2010 | Viver a Vida                | Léo        |       |
| 2006      | Malhação                    | Hugo       |       |
| 2005      | Segredo (minissérie)        | Miguel     |       |
| 2005      | Senhora do Destino          | Lino       |       |
| 2001      | O Clone                     | Guilherme  |       |

### Cinema
| Ano  |  | Filme                                        | Personagem          |
| ---- |  | -------------------------------------------- | ------------------- |
| 2019 |  | Legalidade                                   | Leonel Brizola      |
| 2017 |  | A Cabeça de Gumercindo Saraiva               | Francisco Saraiva   |
| 2017 |  | Yonlu                                        | pai                 |
| 2016 |  | Teu Mundo não cabe nos Meus Olhos            | Cleomar             |
| 2013 |  | A Oeste do Fim do Mundo                      | Produtor Executivo  |
| 2013 |  | O Tempo e o Vento                            | Marciano Bezerra    |
| 2013 |  | Os Senhores da Guerra - Passo da Cruz        | Ramon Díaz          |
| 2013 |  | Insônia                                      |                     |
| 2012 |  | Os Senhores da Guerra - Passo das Carretas   | Ramon Díaz          |
| 2012 |  | A Casa Elétrica                              |                     |
| 2011 |  | Contos Gauchescos                            | Blau Nunes          |
| 2010 |  | Bitols                                       | Jorge               |
| 2010 |  | A Casa Verde                                 | Leonardo Del Vinte  |
| 2010 |  | Dias e Noites                                |                     |
| 2009 |  | Em Teu Nome                                  | Boni (Protagonista) |
| 2007 |  | Valsa para Bruno Stein                       | Marco               |
| 2007 |  | 3 Efes                                       | Rogério             |
| 2006 |  | Wood and Stock - Sexo, Orégano e Rock'n'Roll | 68                  |
| 2006 |  | Nossa Senhora de Caravaggio                  |                     |
| 2005 |  | Sal de Prata                                 | homem no motel      |
| 2002 |  | Lara                                         |                     |
| 2007 |  | Olhos de Capitu                              | Curta-metragem      |
| 2012 |  | Abelardo                                     | Curta-metragem      |
| 2012 |  | Estrada                                      | Curta-metragem      |
| 2012 |  | Nove e Meia                                  | Curta-metragem      |
| 2012 |  | A Última Reuniao Dançante                    | Curta-metragem      |
| 2011 |  | Bouquet de Nerfs                             | Curta-metragem      |
| 2011 |  | Sangue e Goma                                | Curta-metragem      |
| 2010 |  | Silêncio                                     | Curta-metragem      |
| 2009 |  | Aos Pés                                      | Curta-metragem      |
| 2009 |  | Partir                                       | Curta-metragem      |
| 2008 |  | O Assassino do Beija-Flor                    | Curta-metragem      |
| 2007 |  | A Livraria Vasquez                           | Curta-metragem      |
| 2007 |  | Cortejo Negro                                | Curta-metragem      |
| 2006 |  | Quintana Inventa o Mundo                     | Curta-metragem      |
| 2005 |  | Alinhavo deu Nó                              | Curta-metragem      |
| 2005 |  | Noite                                        | Curta-metragem      |
| 2004 |  | InFartO                                      | Curta-metragem      |
| 2004 |  | Salão Aurora                                 | Curta-metragem      |
| 2003 |  | Paris ou Rubis                               | Curta-metragem      |
| 2002 |  | Domingo                                      | Curta-metragem      |
| 2001 |  | Vou Zoar até Morrer                          | Curta-metragem      |
| 2001 |  | Suco de Tomate                               | Curta-metragem      |
| 2000 |  | Outros                                       | Curta-metragem      |
| 2000 |  | Cavaleiro Jorge                              | Curta-metragem      |
| 1998 |  | Nocturnu                                     | Curta-metragem      |

### Jogos eletrônicos
| Ano  | Jogo                       | Personagem   |
| ---- | -------------------------- | ------------ |
| 2016 | Uncharted 4: A Thief's End | Samuel Drake |
| 2017 | Uncharted: The Lost Legacy | Samuel Drake |

## Teatro
| Ano  | Peça                                             | Personagem |
| ---- | ------------------------------------------------ | ---------- |
| 2017 | Fala do Silêncio                                 |            |
| 2016 | Cabaré do Amor, Naufrágio e Rock n' Roll         |            |
| 2013 | De Seival a Porongos                             |            |
| 2012 | O Apocalipse Segundo Santo Ernesto de La Higuera |            |
| 2012 | De Seival a Porongos                             |            |
| 2010 | Desvios em Trânsito                              |            |
| 2008 | A Megera Domada                                  |            |
| 2007 | Mulheres de Chico                                |            |
| 2006 | Sonho de Uma Noite de Verão                      |            |
| 2005 | Cabaré Valentin                                  |            |